# Błękitny lotos
Błękitny lotos – piąta część przygód Tintina. Jest to kontynuacja komiksu Cygara faraona. Autorem jest Hergé. Książka zajęła 18. miejsce na liście 100 książek XX wieku według „Le Monde”.

## Treść
Do Tintina, stale przebywającego w pałacu maharadży, przyjeżdża tajemniczy posłaniec z Chin. Nim jednak daje radę wyjawić mu cel swojego przybycia, zostaje trafiony strzałką z radżadżal, trucizną szaleństwa; zanim popada w obłęd, prosi reportera, by ten pamiętał nazwisko Mitsuhirato i przyjechał do Szanghaju. Chłopak natychmiast wyjeżdża z Indii. W Chinach dostaje wiadomość od Mitsuhirato i wybiera się doń w odwiedziny. Podczas podróży powstrzymuje Europejczyka od pobicia Chińczyka; Biały postanawia, wraz z kilkoma kolegami, zemścić się na "młodym don Kichocie". Japończyk udaje przyjaźń z reporterem, będąc w rzeczywistości agentem kierującym dostawami opium do Chin. W Szanghaju reporter przeżywa dwa zamachy na swoje życie i za każdym razem zostaje ocalony przez tajemniczego mężczyznę; któregoś dnia otrzymuje wiadomość z prośbą o spotkanie, gdy jednak przybywa na miejsce, napotyka szalonego chłopaka, który próbuje mu odciąć głowę. Tintin dochodzi do wniosku, że musi być to jedna z ofiar radżadżal. 
Mitsuhirato wysyła sfałszowany telegram do chłopaka, w którym podaje się za Maharadżę Rawadżapatulaha proszącego o natychmiastowy powrót reportera do Bombaju. Tintin wyjeżdża, ale tego samego dnia ze statku zabierają go członkowie stowarzyszenia „Synowie Smoka”. Jednym z nich jest Wang Czendż Mi, którego syn uratował reportera w Szanghaju, po czym popadł w szaleństwo po zaaplikowaniu mu radżadżal. Tintin postanawia mu pomóc; okazuje się, że Mitsuhirato wysadza w powietrze linię kolejową i wprowadza chaos w japońsko-chińskich relacjach. Chłopak przypadkiem zdradza się ze swoją obecnością i zostaje pojmany przez Japończyka, który zamierza pozbyć się zagrożenia z jego strony, wstrzykując mu radżadżal. Okazuje się, że współpracownik Synów Smoka podmienił truciznę na kolorowaną wodę i zabrał szmuglerowi broń; reporter, udając szaleństwo, ucieka od prześladowcy. Mitsuhirato szybko orientuje się w swojej pomyłce i stara się zamordować chłopaka, ten jednak szybko go ogłusza i odchodzi. Siły japońskie wyznaczają za jego głowę nagrodę 5000 jenów. Reporter zostaje, po długich perypetiach, pojmany i skazany na śmierć, ale ratuje go pan Wang. 
Aby wyleczyć syna pana Wanga, Tintin postanawia porozmawiać z profesorem Fan Tsi-Yan-Qu. Nie udaje mu się to, bo profesor zostaje porwany przez ludzi Mitsuhirato. W poszukiwaniu go, reporter udaje się do miasta Hu-Ku. Niestety, linia kolejowa zostaje przerwana i musi dotrzeć tam na piechotę. Idąc koło rzeki Jangcy słyszy wołania o pomoc. Tintin ratuje topiącego się chłopca, Czanga Cheech-Czonga. Młody Chińczyk wyrusza do miasta razem z Tintinem i zostaje jego przyjacielem. Na miejscu reporter zostaje aresztowany przez Tajniaka i Jawniaka, którzy otrzymali taki rozkaz (tak naprawdę wcale nie chcą aresztować przyjaciela). Nie udaje im się to, bo gubią swój glejt, a gdy go odnajdują okazuje się, iż jest to kartka zawiadamiająca o ich szaleństwie, którą napisał Czang, aby ocalić Tintina. Reporter udaje się do świątyni w której miał być złożony okup za profesora. Wraz z Czangiem chcą zrobić sobie zdjęcie, ale fotograf zamiast aparatu ma w pudle pistolet, którym rani reportera. 
Tintin i Czang jadą do Szanghaju. Tam reporter ukrywa się w beczkach w porcie. Tymczasem Mitsuhirato porywa pana Wanga i jego żonę, a ich syn ma uciąć im głowy. Gdy beczki zostają odstawione do palarni opium „Błękitny lotos”, Mitsuhirato łapie i związuje Tintina, któremu Didi także ma uciąć głowę. Do sali wchodzi Roberto Rastapopulos - reżyser i szef gangu przemytników opium, którego Tintin poznał w albumie Cygara faraona. Syn pana Wanga ma właśnie uciąć głowy swoim rodzicom i Tintinowi, ale ratują ich Czang oraz Synowie Smoka. Mitsuhirato i inni zostają aresztowani, a profesor Fan Tsi-Yan-Qu uwolniony. Po paru dniach Japończyk popełnia samobójstwo. 
Syn pana Wanga zostaje wyleczony, a Czang zostaje adoptowany przez rodzinę Wangów.